# ليام غرين
ليام غرين (بالإنجليزية: Liam Green)‏ (27 أغسطس 1985 في المملكة المتحدة - ) هو لاعب كرة قدم بريطاني في مركز الدفاع. لعب مع نادي دونكاستر روفرز وIlkeston F.C. ‏ وإيكستون تاون ‏ ونادي بوسطن يونايتد.

## وصلات خارجية
- ليام غرين على موقع قاعدة بيانات كرة القدم.إي يو (الإنجليزية)
- ليام غرين على موقع Soccerbase.com (لاعب) (الإنجليزية)